# Bertus Borgers
Bertus Borgers (Vessem, 15 juli 1947) is een Nederlandse muzikant die als saxofonist onder andere bekend is van de bands Mr. Albert Show en Sweet d'Buster en optredens met Golden Earring, Herman Brood en Raymond van het Groenewoud. Borgers is sinds 1999 directeur van de Fontys Rockacademie in Tilburg.
Borgers groeide op in een muzikaal arbeidersgezin. In zijn jeugd speelde hij eerst bugel en klarinet om op zijn 15e voor de saxofoon te kiezen. In 1962 zat hij in zijn eerste band, The Evergreens, waarmee hij veel optrad. Onder invloed van The Beatles en Rolling Stones ging hij ook zingen. In 1965 werd hij toegelaten tot het Brabants Conservatorium, waar hij klarinet ging studeren omdat de saxofoon niet werd geaccepteerd als volwaardig klassiek instrument. Hoewel hij met name veel leerde over muziektheorie verliet hij het conservatorium al na twee jaar. Hierna trad hij een jaar lang op in het amusementscircuit. In 1968 sloot hij zich aan bij de Eindhovense band Dirty Underwear. Een jaar later richtte hij zijn eerste eigen band op: Mr. Albert Show. De band maakte twee door Peter Koelewijn geproduceerde LP's en had een hit met Wild Sensation. Van 1972 tot 1974 speelde Borgers in de Amsterdamse hippieband Sail. In 1974 nam hij een demo op met de leden van Golden Earring, Eelco Gelling en The Paay Sisters. Na de opname vertrok hij met de Golden Earring naar de Verenigde Staten voor een tournee. Bij terugkomst in 1975 bleek de demo te hebben geleid tot een platencontract. Hierna richtte Borgers de band Sweet d'Buster op, die tot 1980 zou bestaan. In de tussentijd was hij betrokken bij werk van Herman Brood, die met Borgers' compositie Still Believe een hit had. 
In 1981 richtte hij de Bertus Borgers Band op, die maar kort bestond. Hierna maakte hij twee jaar deel uit van de band van Herman Brood. In 1984 vormde hij weer een eigen band, aanvankelijk Groove Express geheten, met o.a. gitarist Erwin van Ligten, later afgekort tot Groove en die tot 1993 bleef bestaan. In de tussentijd deed hij gastoptredens bij andere bands en artiesten. Hierna werd hij lid van Raymond van het Groenewouds band De Straffe Mannen. In 2001 werd met een aantal Belgische muzikanten de Foyer Rockband opgericht.
Naast zijn carrière als podiummuzikant is Borgers sinds 1986 werkzaam in het onderwijs. Dat jaar werd hij door de Stichting Popmuziek Nederland, de voorloper van het Nationaal Pop Instituut, gevraagd om mee te werken aan het opzetten van een opleiding voor Popdocenten op het Rotterdams Conservatorium. Hij bleef tot september 1998 bij het conservatorium werken. Hierna was hij een van de leidinggevende krachten bij de totstandkoming van de Rockacademie op Fontys Hogeschool voor de Kunsten in Tilburg, waarvan hij vervolgens directeur werd.
In 2012 stopt hij met het muziekonderwijs en is daarna nog regelmatig op het podium te zien met onder meer de theatervoorstelling 'Ik hou van Herman' (muzikale ode aan Herman Brood), met familieleden onder de naam Borgers Family Live, met de band The Young Retro's, als duo met zijn broer Ruud Borgers en als gastmuzikant bij Golden Earring.